# Manisa (provincie)
Maniská provincie je tureckou provincií, nachází se v západním Turecku. Rozloha provincie činí 13 810 km², v roce 2010 zde žilo 1 379 484 obyvatel. Hlavním městem je Manisa. V roce 2014 se v uhelném dole ve městě Soma odehrálo důlní neštěstí, které stálo život 301 horníků.

## Administrativní členění

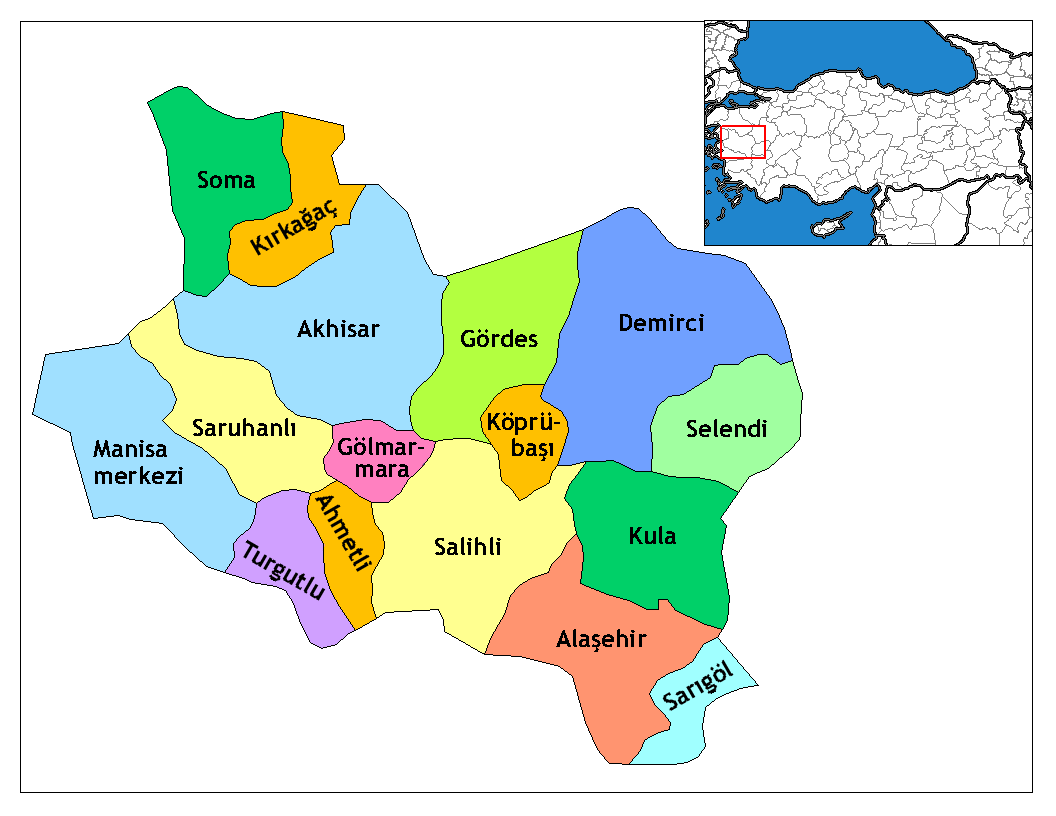
Administrativní členění

Maniská provincie se administrativně člení na 16 distriktů:
- Ahmetli
- Akhisar
- Alaşehir
- Demirci
- Gölmarmara
- Gördes
- Kırkağaç
- Köprübaşı
- Kula
- Manisa
- Salihli
- Sarıgöl
- Saruhanlı
- Selendi
- Soma
- Turgutlu